# Панчо Панчев
Панчо Борисов Панчев, известен на децата като Дядо Пънч, е български писател, драматург, сценарист на филми, публицист и автор на произведения за деца – пиеси, стихове, стихотворни гатанки, приказки, дори малкия роман „Дневник на слончето“. Неговите стихотворения се срещат в помагалата по български език и литература.

## Биография и творчество
Роден е на 17 ноември 1933 г. в град София. Завършва гимназия с преподаване на руски език, а след това – през 1955 г. ВИТИЗ „Кръстьо Сарафов" със специалност „Театрознание“ при професор Гочо Гочев. Бил е главен редактор на списание „Театър“ (1966 – 1969), а също и на сп. „Славейче“, в едни от най-трудните (и фактически последни) години за списанието (1997 – 2002 г.), когато е направен опит да се възстанови оригиналният му изглед отпреди 90-те години.
Автор е на 50 пиеси, които са поставяни на различни сцени в България и в чужбина и на десетки книги и книжки за деца. Писал е и във всички други литературни жанрове.
В чужбина (Чехия, Словакия, Унгария, Германия Полша, Румъния, Русия и други бивши републики от Съветски съюз, Финландия, Белгия, САЩ, Монголия и др.) е поставяна неговата пиеса „Приказка за калпаците“, а в някои страни са поставяни още „Очи в очи“, „Вълци нема“, „Приказка за тиквата“, „Произшествие“, „Има ли смисъл да утепваме мечка?“, „Принцесата и свинарят“ и др.
Освен сборници или отделни издания на пиеси (общо няколко томчета) има и десетки книги и книжки за деца като например:
- „Приказки с лъжи“, „Приказки от близо и далече“, „Ако искаш вярвай!“ и др. – (приказки)
- „Стихотворения за тебе“, „Бау-бау, Шаро“ задно с „Пис-пис, Писано“, „Стихотворения с мустаци“ заедно със „Стихотворения с панделки“ и др. – (стихотворения)
- „Зоологическа азбука“ (тираж 130120 броя), „Гатанки-цветанки“ (тираж 120090 бройки), „Гатанки за лека нощ“, „Отгатнете градовете“, „Гатанки за возене“ и още няколко десетки книжки – (гатанки)

За възрастни читатели:
- „Неизречено на глас“ – (лирика),
- „Магарешки мечти“ – (басни)

Превел е и доста приказки и стихове от руски език.
През 2007 г. получава националната награда за детска литература „Петя Караколева“.
Умира на 10 октомври 2019 г. в София.

## Филмография

### Като сценарист
- Златната ряпа (1990)
- Шаро – пасажер (1980)
- Шаро – фотограф (1980)
- Шаро – детектив (1979)
- Медал за Шаро (1977)
- Шаро – музикант (1977)
- Шаро – художник (1977)
- Мимоходом – ан пасан (1976)
- Страст (1971)
- Наследници (1970)
- Дупката (1966)

### Като актьор
- Изпит (1971) – млад майстор